# 12580 Antonini
12580 Antonini è un asteroide della fascia principale. Scoperto nel 1999, presenta un'orbita caratterizzata da un semiasse maggiore pari a 3,0590332 UA e da un'eccentricità di 0,2479288, inclinata di 2,55678° rispetto all'eclittica.
L'asteroide è dedicato all'astronomo francese Pierre Antonini.